# آسمانی مفصلی
آسمانی مفصلی (نام علمی: Anabasis eugeniae) نام یک گونه از سرده آسمانی است.